# Postřelmůvek
Postřelmůvek är en ort i Tjeckien.   Den ligger i regionen Olomouc, i den östra delen av landet, 180 km öster om huvudstaden Prag. Postřelmůvek ligger 320 meter över havet och antalet invånare är 356.
Terrängen runt Postřelmůvek är lite kuperad. Runt Postřelmůvek är det ganska tätbefolkat, med 134 invånare per kvadratkilometer. Närmaste större samhälle är Šumperk, 8,1 km nordost om Postřelmůvek. Trakten runt Postřelmůvek består till största delen av jordbruksmark.